# Lakka (Paxi)
Lakka (griechisch Λάκκα (f. sg.)) ist ein Hafenort an der Nordspitze der griechischen Insel Paxos im Ionischen Meer. Zusammen mit sieben weiteren Wohnplätzen bildet es einen Ortsteil der Gemeinde Paxi in der Region Ionische Inseln.

## Allgemeines
Lakka ist nach Gaios der zweitgrößte Ort auf Paxos und hat 147 Einwohner. Die Bewohner leben vom Tourismus, Oliven-Anbau und Fischfang. Es gibt mehrere Strände: Paralia Lakka und Paralía Kanóni innerhalb der Bucht und Meattie Buir's Beach und Plani Beach außerhalb der Bucht. Es existieren regelmäßige Busverbindungen mit dem Inselhauptort Gaios.

## Maritimes
Lakka liegt an einer nahezu kreisrunden Hafenbucht mit einer Breite von 500 Metern und einer Länge von 800 Metern. Die durchschnittliche Wassertiefe ist 3 Meter, die maximale Tiefe im Inneren der Bucht ist 5 Meter. Die Halbinsel Akra Lakka schneidet die Bucht vom offenen Meer ab.